# Hans Bertolf
Hans Bertolf (* 16. September 1907 in Basel; † 12. Juni 1976 ebenda) war ein Schweizer Fotograf und Pressefotograf.

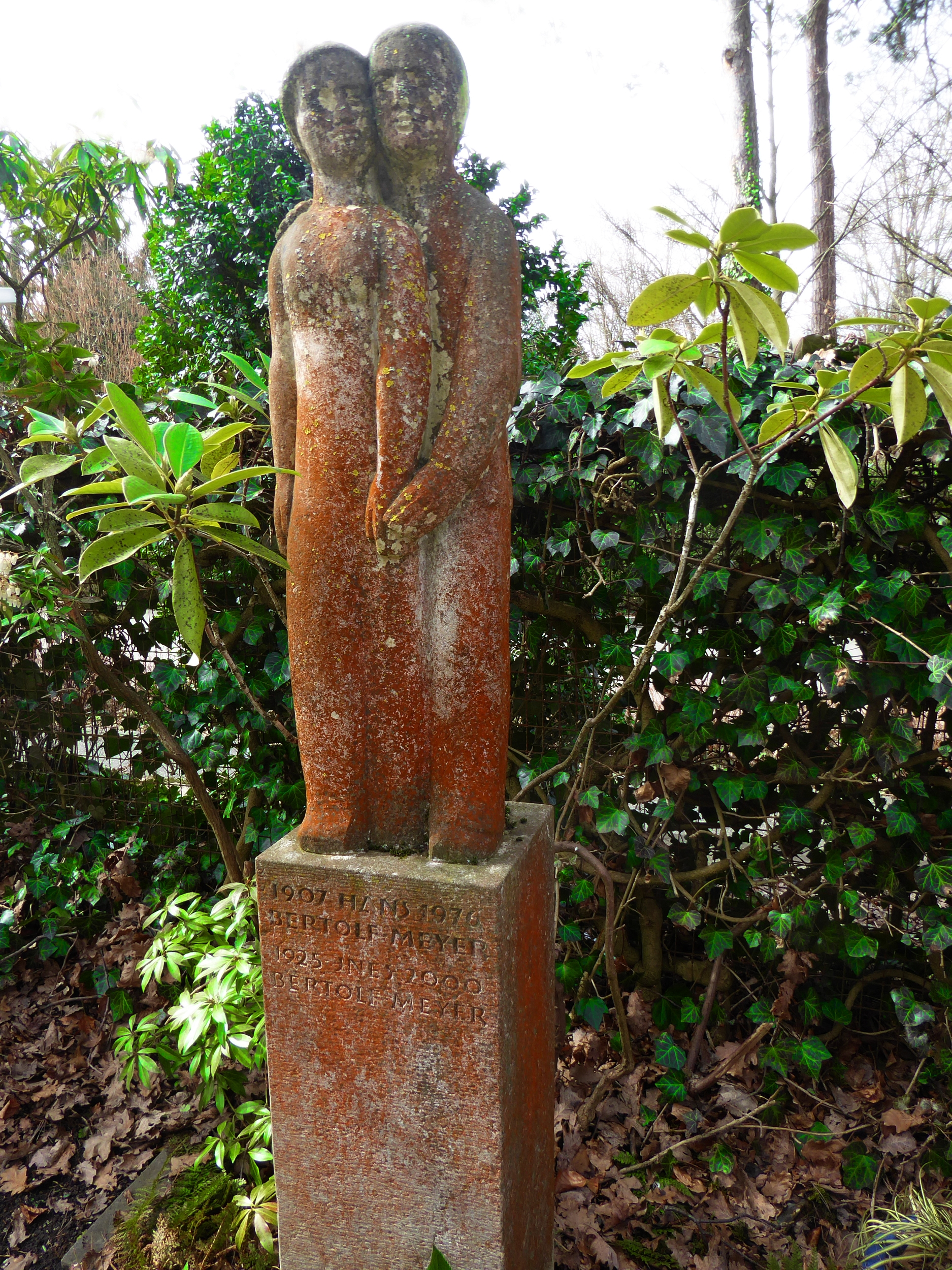

## Leben und Werk
Hans Bertolf wuchs in Basel auf und besuchte die obere Realschule. Anschliessend studierte er in Dessau an der Kunst- und Gewerbeschule des Bauhauses. Nach einer dreijährigen Lehrzeit arbeitete er in Dessau in verschiedenen Funktionen und Bereichen. Später war er in Berlin in einem Fotoatelier tätig. In Kopenhagen lernte Bertolf das materialsparende Verfahren Polyphoto kennen und erhielt den Auftrag, in Berlin vier Polyphoto-Filialen zu gründen. Nach der Machtergreifung der Nationalsozialisten kehrte er Mitte der 30er-Jahre nach Basel zurück und war als selbstständiger Fotograf tätig. Er arbeitete etwa für die Zeitschriften Tip und Brückenbauer. Zudem war er exklusiver Pressefotograf der National-Zeitung. Als aktiver Tambour nahm er an der Basler Fasnacht teil.
Hans Bertolf fand seine letzte Ruhestätte auf dem Friedhof am Hörnli. Seine Ehefrau Jnes, geborene Meyer (1925–2000) und die gemeinsame Tochter betreuten nach seinem Tod das umfangreiche Fotoarchiv. 2001 wurde das Archiv von den direkten Nachkommen dem Staatsarchiv Basel-Stadt zur Aufbewahrung geschenkt.